# Арганатинские каменные фигуры
Арганатинские каменные фигуры — средневековые тюркские памятники. На холмах Мык, Домбауыл, Айыршокы гор Арганаты Улытауского района Улытауской области. В 1950 году исследованы Центрально-казахстанской археологической экспедицией (руководитель А. Х. Маргулан). Большинство памятников разрушено. Фигуры высечены из камня, установлены лицами на восток. При раскопках обнаружены кости животных, конская утварь, некоторые предметы быта, следы кострищ. На склоне горы Мык найдены две фигуры, высеченные из серого гранита, которые местные жители называют «Два батыра». На первой (высота 1,5 м, ширина 0,4 м) сохранились рельефы лица, бороды, больших глаз, длинных усов и конечностей. В правой руке — посуда для воды, в левой — меч. Вторая фигура находится в 200 м от первой. Её высота 2,1 м, ширина 0,58 м. Обе фигуры относятся к 6—8 вв. В отрогах Тулпартас гор Арганаты найдена фигура молодой женщины из гранита (высота 1,25 м, ширина 0,35 м), относящаяся к 8—12 вв. Подобные каменные фигуры встречаются в Баянауле, Каркаралы, в Семиречье, вдоль реки Атасу.